# Sport-prototype

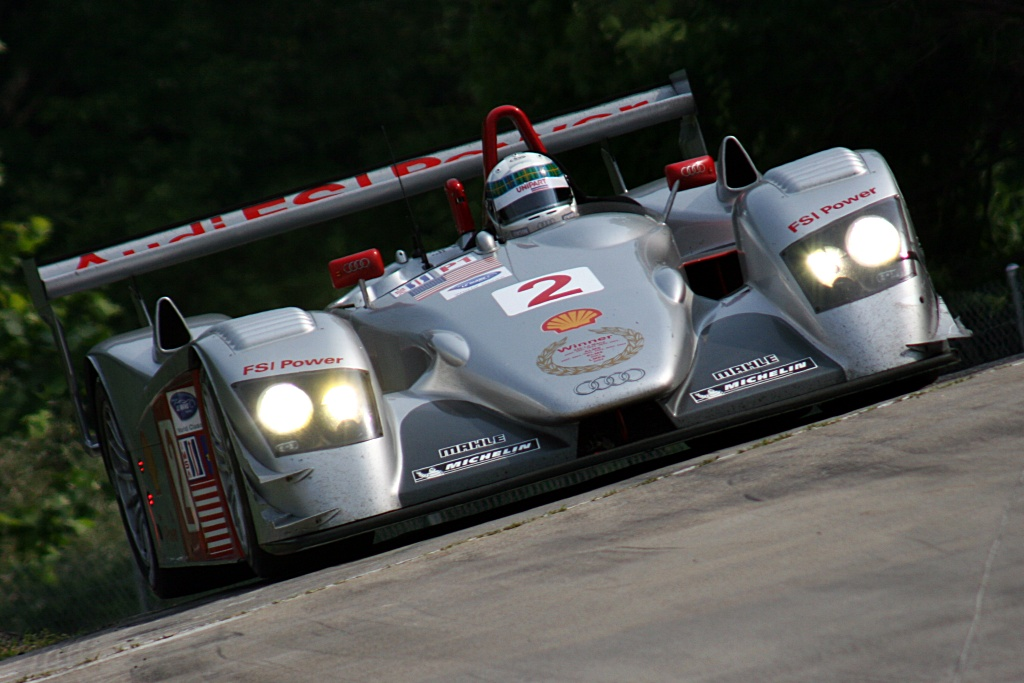
Allan McNish au volant d'une Audi R8 sur une épreuve de l'American Le Mans Series en 2006.

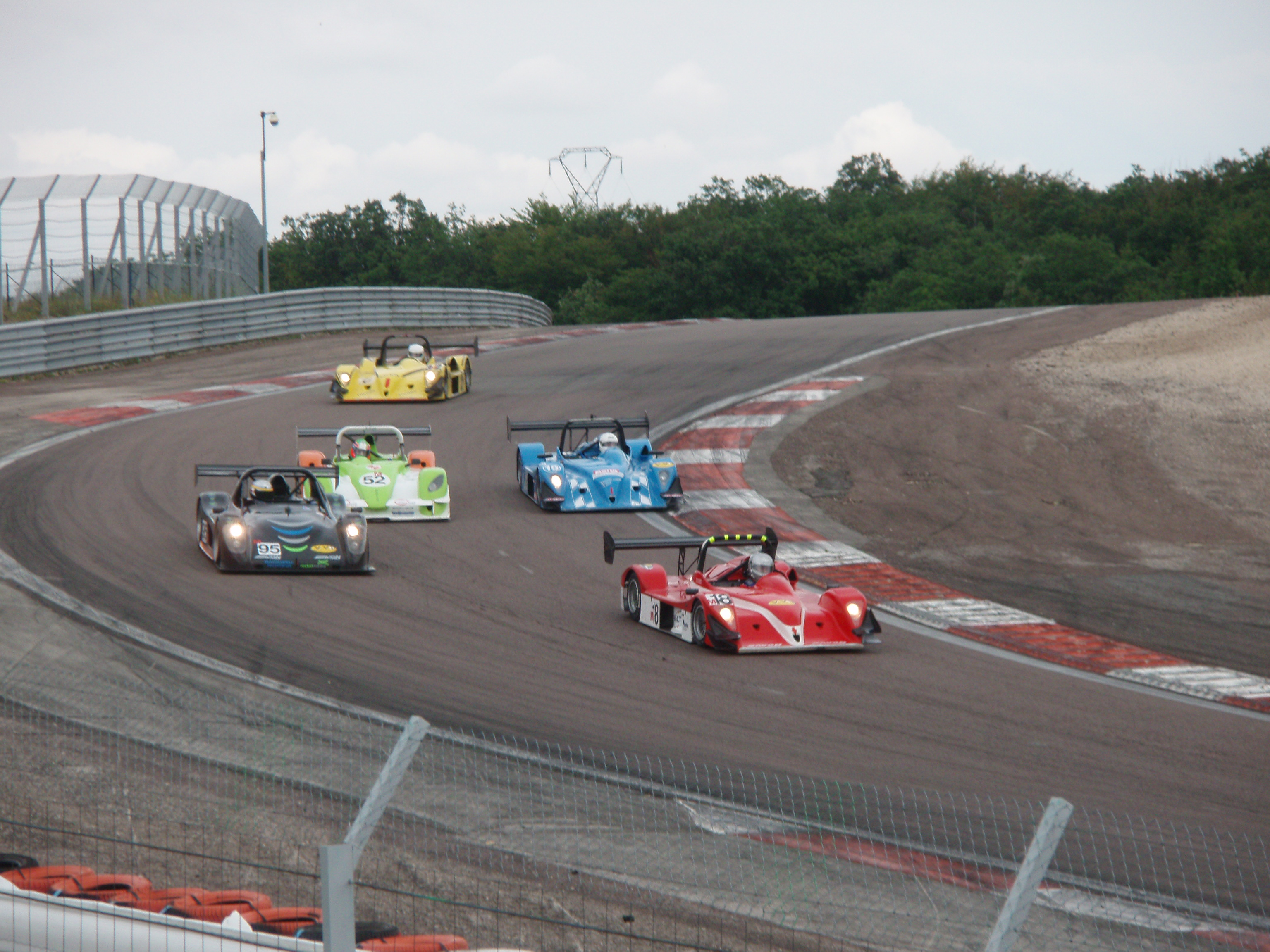
Protos 2 litres lors de la manche de Dijon-Prenois du championnat FFSA 2007.

Le sport-prototype est une catégorie d'automobiles carrossées conçues exclusivement pour participer à des épreuves de compétition automobile, principalement en endurance comme les 24 Heures du Mans, les épreuves de 1 000 km, 12 heures, 6 heures, etc., mais aussi en « sprint ».
Les sport-prototypes ont été fréquemment utilisés comme banc d'essai pour des avancées significatives en matières technologiques telles que le frein à disque apparu sur les Jaguar D-Type en 1954.

## Types

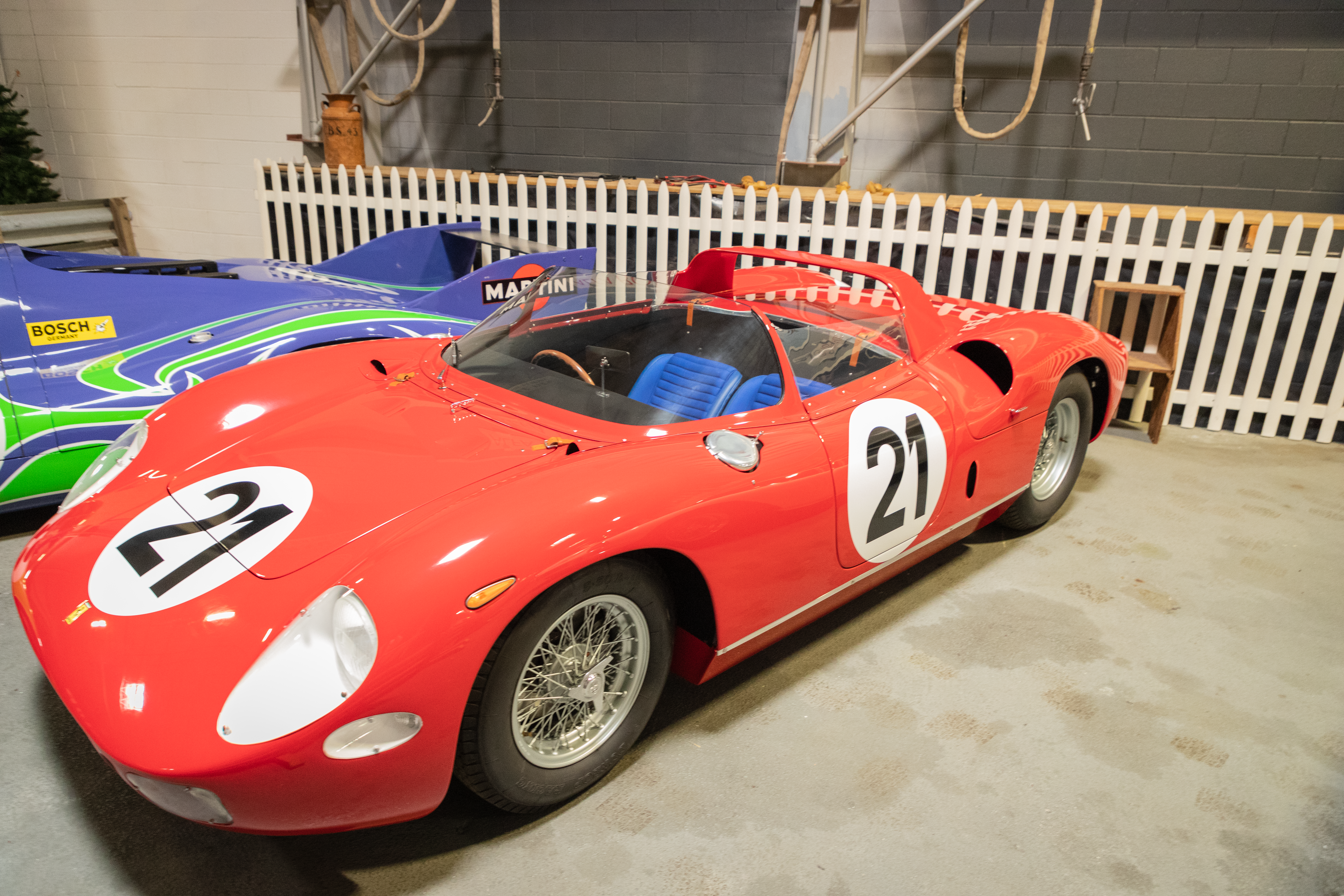
La Ferrari 250P, premier Prototype vainqueur aux 24 Heures du Mans en 1963.

En 1961, la FIA catégorise les voitures de courses. Les voitures de sport sont placées dans la Catégorie C / Groupe 4. A cette occasion, les voitures Grand Tourisme, deviennent une catégorie distincte des voitures de sport, au sein de la Catégorie B / Groupe 3. En 1963, le terme Prototype apparait dans le cadre du Championnat du monde des voitures de sport, et s'applique aux 24 Heures du Mans, où il succède à la dénomination « Expérimentale » de 1962.
En 1969, les voitures de sport-prototypes sont placées dans la Catégorie B (Voitures spéciales) / Groupe 6, avant une nouvelle organisation de la catégorie B, avec une fusion de toutes les voitures expérimentales au sein d'un unique Groupe 5.
Dans les années 1980 et 1990 les Sport-prototypes ont connu diverses catégories, comme les « groupe C » ou les catégories « sport ».

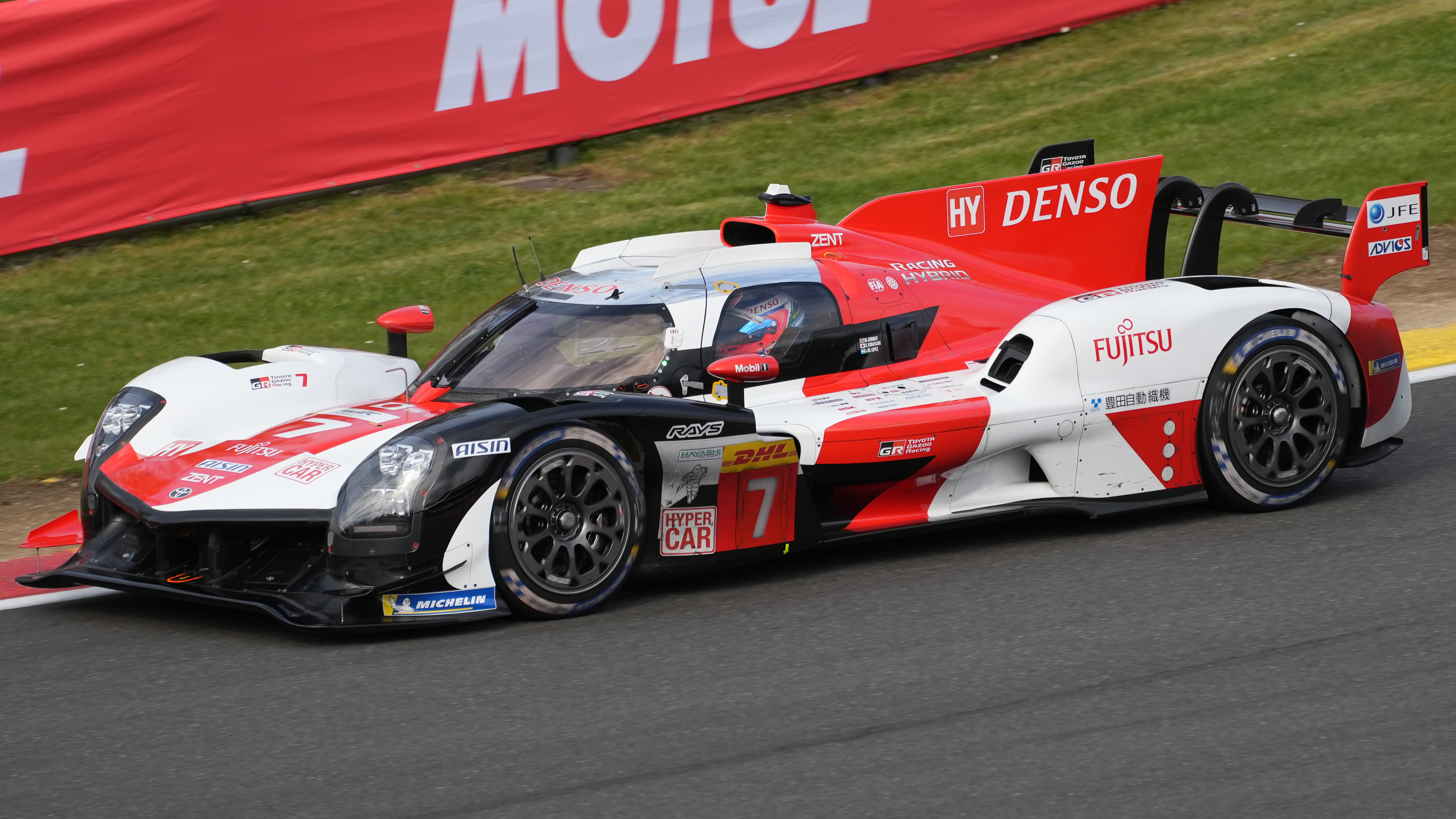
La Toyota GR010 Hybrid, de la catégorie LMH, en 2023.

De nos jours, ce type de voitures de sport entre dans deux principales réglementations :
- Les « Daytona Prototypes » (DP), conçues pour les 24 Heures de Daytona dans le cadre du championnat Rolex Sports Car Series. La catégorie est gérée depuis 2014 par l'IMSA, elle est intégrée désormais au sein du championnat nord-américain le WeatherTech SportsCar Championship, elle est renommée « Daytona Prototype International » (DPi) dans le cadre d'une nouvelle réglementation en 2017. En 2022, cette dernière est remplacée par la catégorie des « Le Mans Daytona h (LMDh), » aussi dénommée GTP (Grand Touring Prototype) ;
- Les « Le Mans Prototypes » (LMP1, LMP2 et LMP3), courent pour la plupart dans les championnats badgés ACO et IMSA. Les LMP1 et LMP2 ont été engagées dans l'American Le Mans Series, les Le Mans Series, l'Asian Le Mans Series et aux 24 Heures du Mans, cependant à partir de 2014 l'admission des LMP1 est permise uniquement en Championnat du monde d'endurance FIA. La catégorie est remplacée à partir de la saison 2021 par la nouvelle catégorie Le Mans Hypercar (LMH). Les LMP2 courent depuis en European Le Mans Series, Asian Le Mans Series, WeatherTech SportsCar Championship et dans le Championnat du monde d'endurance FIA. Les concurrents des championnats peuvent s'engager aux 24 Heures du Mans sous remise d'invitation par l'ACO et l'IMSA. Apparues en course pour la première fois en 2015, les LMP3 courent à leurs débuts dans les championnats European Le Mans Series et Asian Le Mans Series. Depuis la catégorie est désormais autorisée à rouler dans un grand nombre de championnats nationaux et continentaux. Les LMP3 ne sont toutefois pas autorisées à participer aux 24 Heures du Mans[1].

Il existe également des règlementations nationales, comme le championnat proto 2 litres de la fédération française du sport automobile (FFSA) inclus dans le Championnat VdeV.
On appelle « barquette » une voiture sport-prototype ouverte, c'est-à-dire sans toit et généralement sans pare-brise.

## Galerie

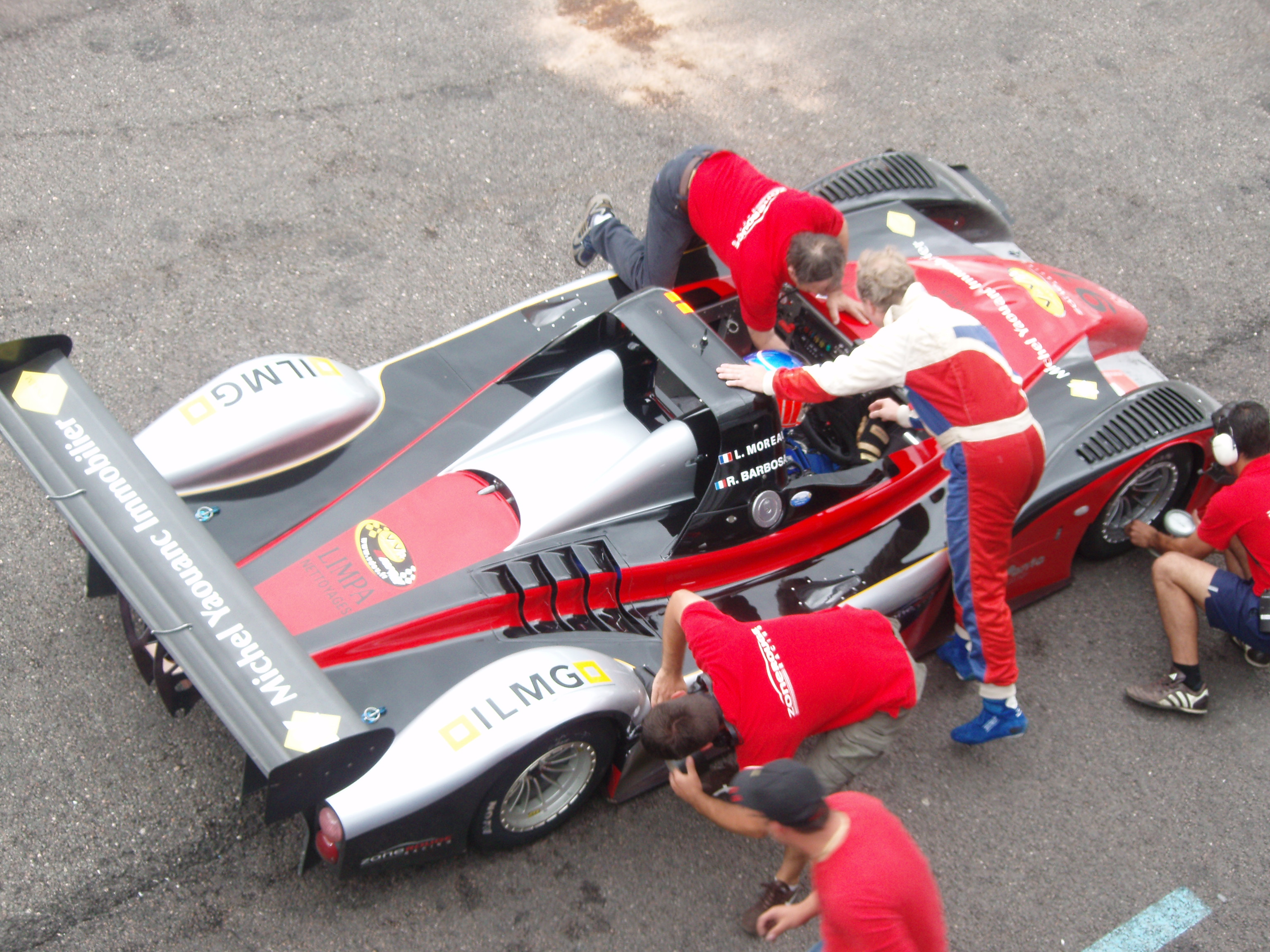
Proto 2 litres FFSA en arrêt aux stands.
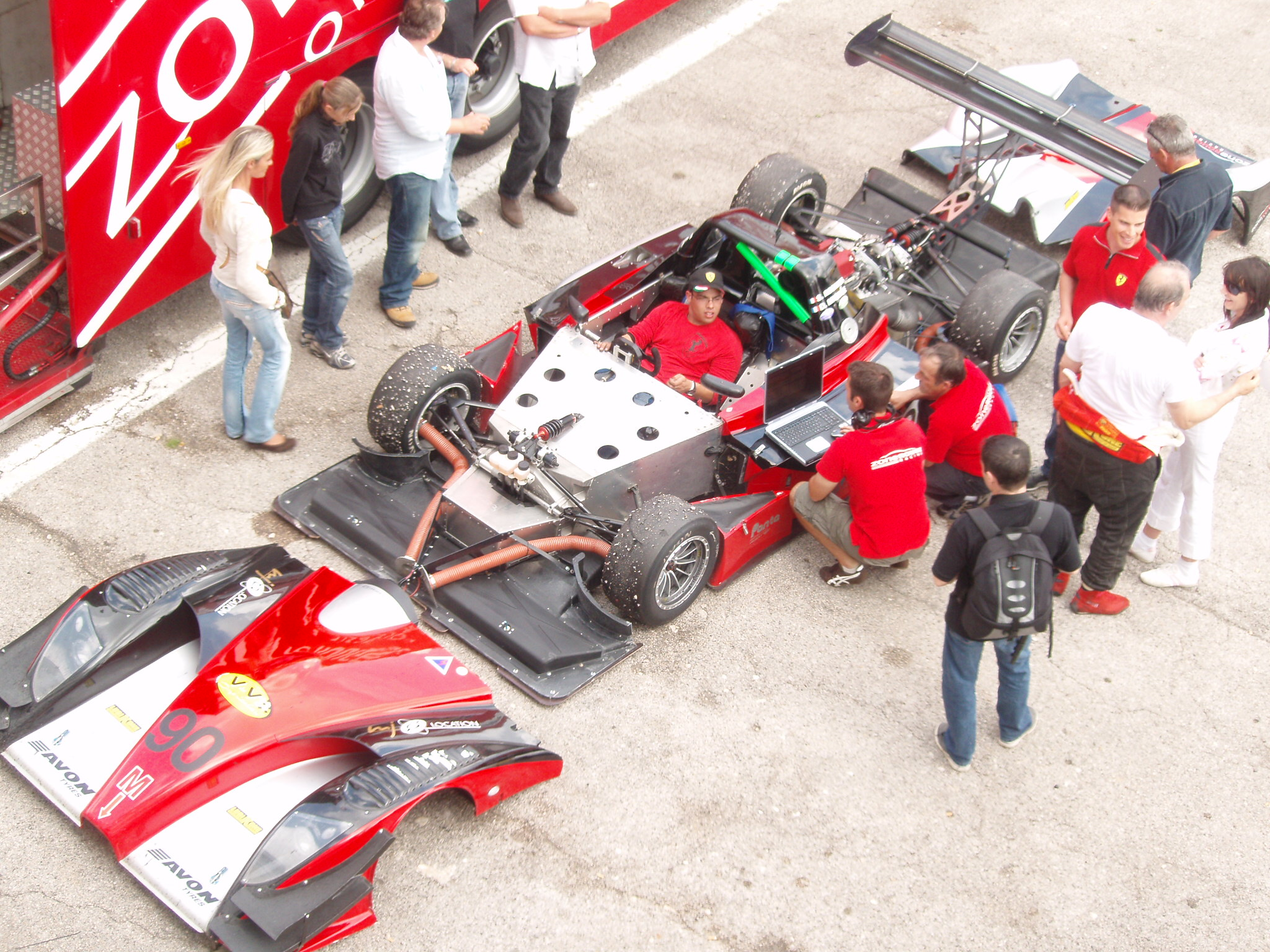
Proto 2 litres FFSA décarrossé.
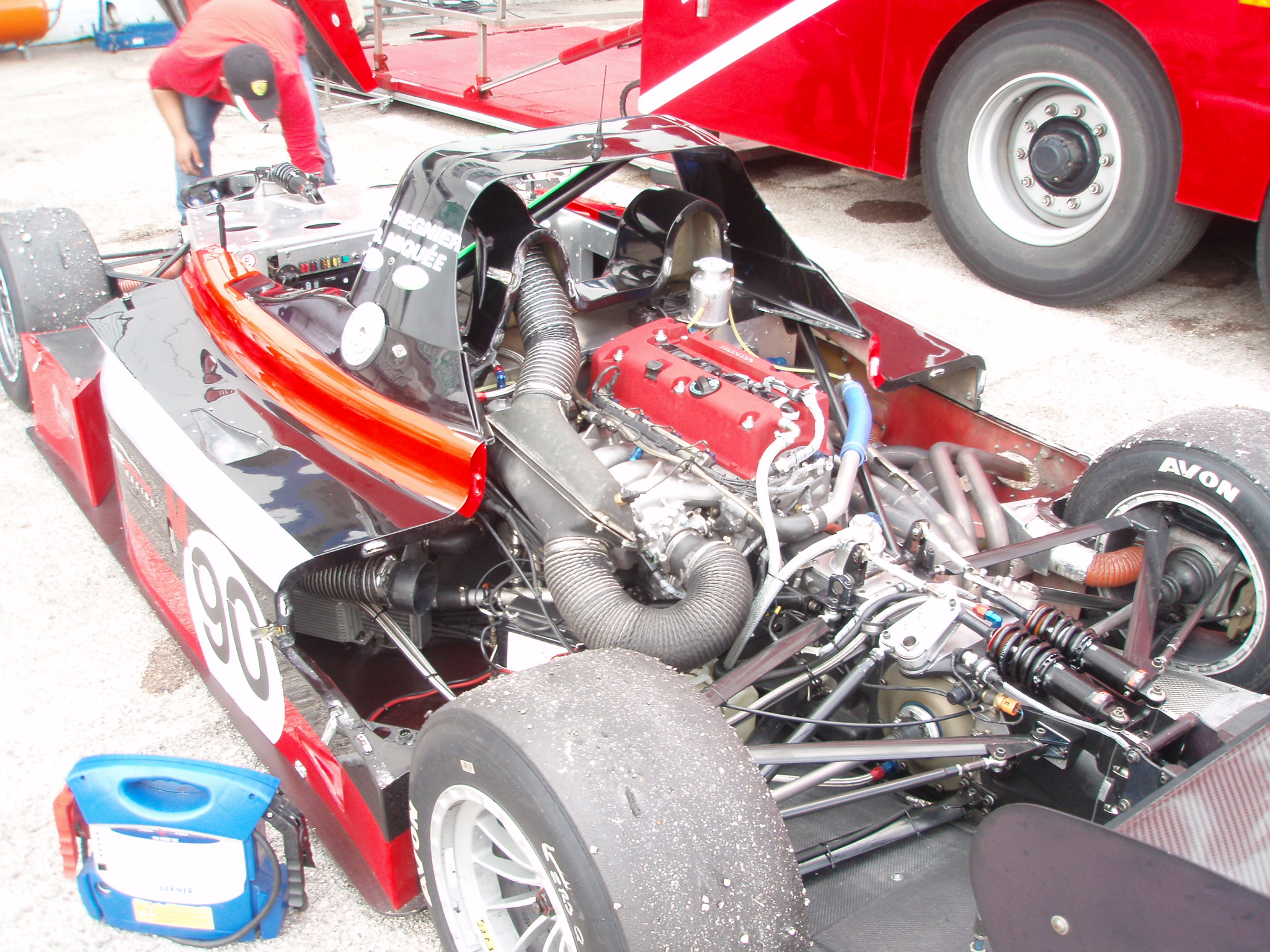
Moteur et suspension.
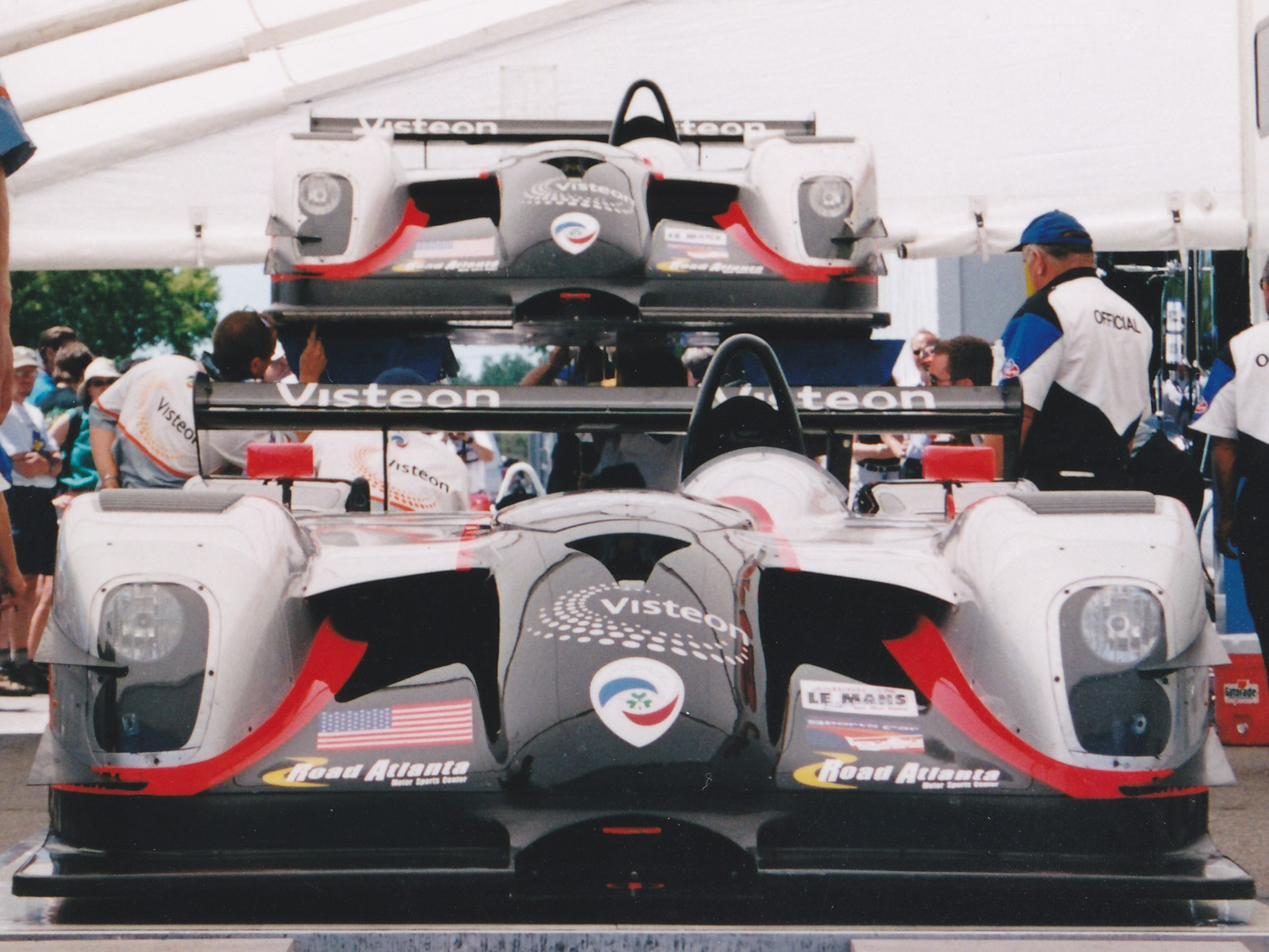
Panoz LMP-1 Roadster S, l'un des seuls prototypes à moteur avant.

## Remarque
Un titre national français pour pilotes de sport-prototype a été attribué au milieu des années 1960, décerné à Roger de Lageneste en 1964, et à Jean Guichet en 1965.